# اکاترینا آنتروپوا
اکاترینا آنتروپوا (روسی: Екатерина Михайловна Антропова؛ زادهٔ ۱۹ مارس ۲۰۰۳) بازیکن والیبال اهل روسیه است.